# Tuckmans stadia van groepsvorming
Tuckmans stadia van groepsvorming, ook bekend onder de noemer forming – storming – norming – performing, is een psychologisch model uit de groepsdynamica dat ontwikkeld is door de Amerikaanse sociaal psycholoog Bruce Tuckman. Hij publiceerde hier voor het eerst over in 1965.
Dit model beschrijft de stadia die een groep (volgens Tuckman elke groep) doorloopt om tot een goede samenwerking te komen. Je zou het ook als stadia van volwassenheid kunnen zien. Veel groepen lopen vast in een van deze fasen waardoor de groep nooit goed tot bloei zal komen. Het model is op alle soorten teams van toepassing, of het nu gaat om vriendengroepen, voetbalteams, het leger of afdelingen binnen bedrijven.

## De fasen
Het model beschrijft vier fasen. De overgang tussen elke fase wordt gekenmerkt door een crisis en eigenlijk is de daarop volgende fase bedoeld om de crisis op te lossen. Aangezien de werkelijkheid waar een team mee van doen heeft veranderlijk is kunnen de teams de onderstaande cyclus steeds opnieuw doorlopen om op die manier steeds beter samen te werken. De onderstaande fasen worden overigens niet gepland maar doen zich na verloop van tijd vanzelf voor.
- Forming (Ieder voor zich) is de eerste fase. Hierin leert het team elkaar kennen. Er is nog geen hechting en het groepsgevoel ontbreekt. De individuen in de groep proberen conflicten te vermijden en zijn vaak routinematig bezig. De teamleden zijn nog bezig om hun plek in de groep te vinden. Ook het vertrouwen moet nog worden opgebouwd. In deze fase kan er wel met een taak of project gestart worden maar goede initiatieven komen er vaak nog niet. Communicatie verloopt vooral via de leidinggevende.
- Storming (Groepsvorming) wordt ook wel de conflictfase genoemd. In deze fase hebben de teamleden elkaar goed genoeg leren kennen om elkaars werkwijze en gedrag te bekritiseren en worden de verhoudingen tussen hen duidelijker. Veel mensen deinzen terug voor conflicten, ook als deze netjes besproken worden. Dit heeft als gevolg dat de meeste teams, ofwel nooit aan deze fase toekomen, ofwel compleet vastlopen in conflicten. Iemand die een groep begeleidt of de leiding heeft moet dus goed voor ogen houden dat conflicten nu eenmaal bij het groepsproces horen en niet bedreigend zijn. Emoties kunnen hoog oplopen en meningsverschillen kunnen persoonlijk worden. Binnen de groep ontstaan kleine groepjes. De groepjes communiceren per groep met de leidinggevende en deze leidinggevenden blijven in deze fase vaak directief.
- Norming (Gesloten team), als een team goed door de vorige fase heen is gekomen dan is nu duidelijk hoe het team verder zal werken. Iedereen heeft nu een taak en het is duidelijk wie op welk punt de leiding neemt. Het gevaar is wel dat mensen minder snel met afwijkende ideeën zullen komen want iedereen is nu loyaal geworden. Het team functioneert vanaf nu als hecht team maar is wel gesloten naar de buitenwereld (naar binnen gericht) en de communicatie naar buiten verloopt vaak via de leidinggevende. Nieuwkomers hebben moeite om hun plek te vinden en geaccepteerd te worden.
- Performing (Open team) is de fase waarin een goede combinatie is ontstaan van samenwerken en zelfstandig verantwoordelijkheid nemen. Een team dat dit punt bereikt is in staat om met weinig leiding complexe taken op een soepele manier uit te voeren. De teamleden zijn goed op elkaar ingespeeld en weten wat ze aan elkaar hebben. Er zijn ongeschreven regels ontstaan waar iedereen zich aan houdt. Het team zoekt proactief contact met andere teams.

In 1977 introduceerde Tuckman een vijfde fase, namelijk adjourning, transforming and mourning, waarin de groep weer wordt opgeheven.

### Nieuwe teamleden
Wanneer een nieuweling in een groep terechtkomt die reeds in de derde of vierde fase zit dan kan het voor deze persoon zeer lastig zijn om zich aan te passen en geaccepteerd te worden. Het kan ertoe leiden dat de groep weer teruggaat naar fase twee (Storming) en zich dan weer verder ontwikkelt. Het kan er ook toe leiden dat de persoon het buitenbeentje wordt, onderdrukt wordt of de groep moet verlaten. Deze persoon kan de eigen positie behouden door zich zeer flexibel op te stellen of een duidelijke afgebakende taak op te pakken waarbij deze een behoefte binnen het team opvult.

### Kritiek
Tuckman heeft zelf nooit universele bruikbaarheid aan het model toegekend. Ook heeft hij nooit gesteld dat je alle fasen moet doorlopen. Hij heeft in zijn artikelen beperkingen aan het model gehecht. Het model wordt ten onrechte als een soort gebod of 'best practice' gebruikt. Uit onderzoek blijkt eigenlijk helemaal geen sprake te zijn van fasen bij groepsvorming.